# Rubus pseudosieboldii
Rubus pseudosieboldii är en rosväxtart som beskrevs av Tomitaro Makino. Rubus pseudosieboldii ingår i släktet rubusar, och familjen rosväxter. Inga underarter finns listade i Catalogue of Life.